# Thérapie par compression à froid
La thérapie par compression à froid, appelée également l'hilothérapie, combine deux des principes du protocole GREC (c'est-à-dire : Glace, Repos, Compression et Élévation) pour réduire la douleur et le gonflement des blessures ou des traumatismes aux tissus mous généralement dues aux activités sportives. Elle est recommandée par les chirurgiens orthopédistes après une chirurgie. La thérapie est particulièrement utile pour les entorses, les foulures et les muscles et les ligaments tirés.
La compression à froid est une combinaison de la cryothérapie et de la compression statique couramment utilisée pour le traitement de la douleur et de l'inflammation après une blessure aigüe ou une intervention chirurgicale.
La cryothérapie, l'application de la glace ou du froid pour un but thérapeutique, est devenue l'un des traitements les plus courants en médecine orthopédique. La principale raison de l'utilisation de la cryothérapie dans la gestion des blessures aigües est d'abaisser la température du tissu affecté, ce qui réduit le taux métabolique de ce tissu et aide le tissu à survivre la période qui suit la blessure. Il est bien documenté que le taux métabolique diminue par l'utilisation de la cryothérapie.
La compression statique est souvent utilisée en parallèle avec la cryothérapie pour le traitement des blessures aiguës. À ce jour, la principale raison d'utiliser la compression est d'augmenter la pression externe sur le tissu pour empêcher la formation d'œdème (gonflement). Cela se produit en empêchant la perte de liquide des vaisseaux vers la zone blessée, ce qui rend plus difficile l'accumulation de liquide. L'application de la glace avec compression est nettement plus froide que le refroidissement avec la glace seule en raison d'un meilleur contact avec la peau et d'une densité tissulaire accrue causée par une compression statique prolongée. En plus, le tissu atteint sa température la plus basse plus rapidement et il reste froid même après la fin du traitement.
Elle a été étudiée après une chirurgie faciale où il a été démontré qu'il diminuait la douleur et le gonflement le deuxième ou le troisième jour. Si cela affecte le risque d'ecchymoses n'est pas encore élucidé.